# Horodok (Lvovská oblast)
Horodok (ukrajinsky Городок; rusky Городок – Gorodok; polsky Gródek nebo dříve Gródek Jagielloński) je město v Lvovské oblasti na Ukrajině. Leží na řece Vereščycje 24 kilometrů jižně od Lvova, správního střediska celé oblasti. V roce 2011 žilo v Horodku bezmála šestnáct tisíc obyvatel.

## Dějiny

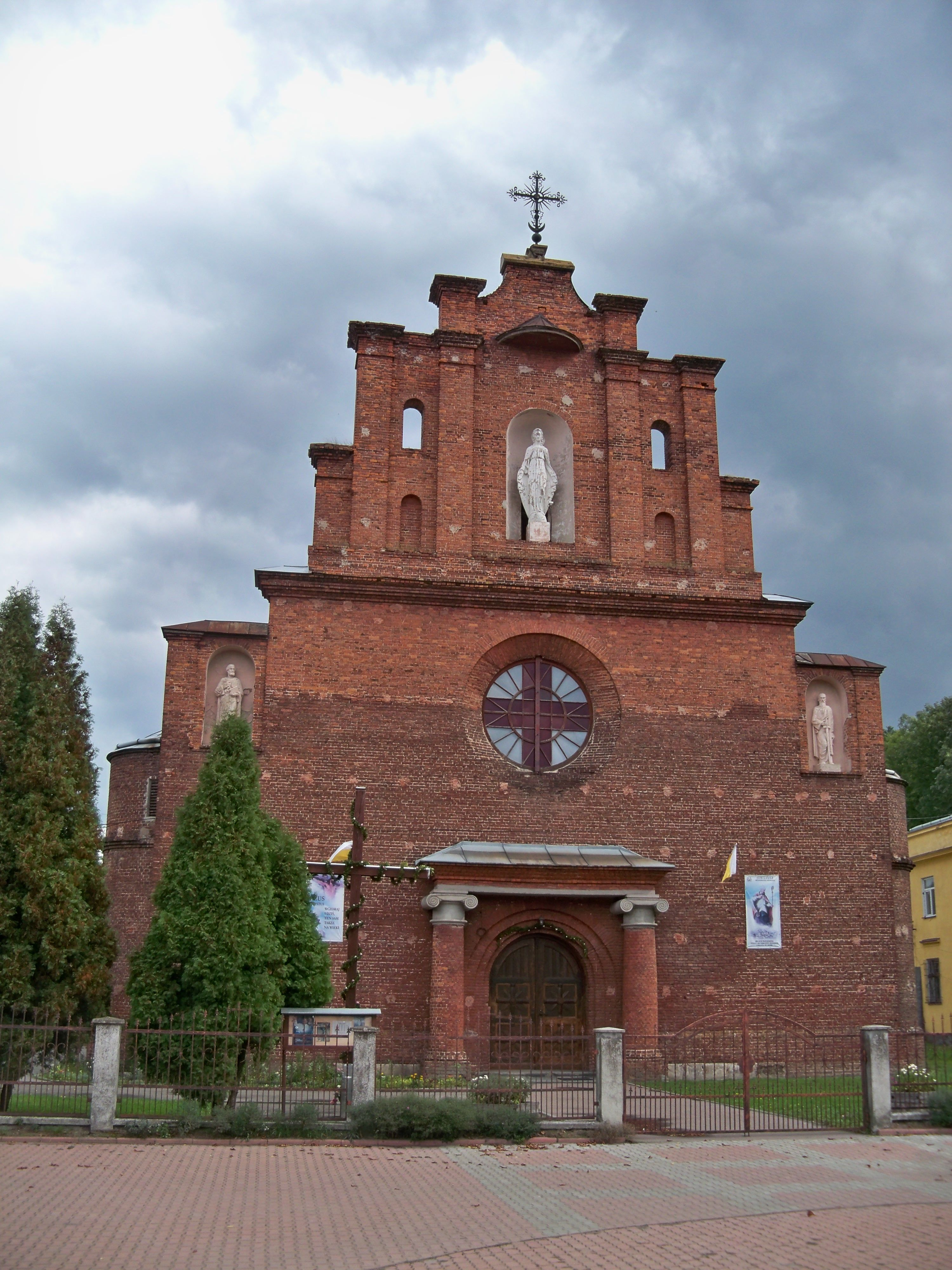
Kostel Povýšení svatého Kříže

První zmínka o Horodku je z roku 1213. V roce 1389 se stal městem dle magdeburského práva. Do roku 1772 patřil k polskému království, které jej spolu s celou Červenou Rusí zabralo v polovině čtrnáctého století. V roce 1434 zde zemřel polský král Vladislav II. Jagello. Pak patřil k habsburské monarchii, kde patřil do Haliče. Po konci první světové války připadl druhé polské republice, kde patřil do Lvovského vojvodství. 
V září 1939 bylo město obsazeno Sovětským svazem. Poté a znovu v roce 1945 se místo stalo součástí Ukrajiny pod názvem Horodok. Po německém útoku na Polsko se počet židovských obyvatel zvýšil na více než 5000, kvůli uprchlíkům ze západního Polska. Po německé invazi v červenci 1941 byla většina židovského obyvatelstva poslána na nucené práce nebo do vyhlazovacího tábora Belzec. V květnu 1943 bylo zbývající ghetto zlikvidováno, poslední obyvatelé zastřeleni a vypáleni. Židovská komunita dnes již neexistuje.

### Rodáci
- Hipolit Śliwiński (1866–1932), stavitel a politik
- Roman Lysko (1914–1949), kněz
- Marija Šunová (* 1962), spisovatelka

## Pamětihodnosti a turistické zajímavosti
- Chrám svatého Ducha
- Kostel Povýšení svatého Kříže